# Brian Lister
Brian Lister (* 12. Juli 1926; † 16. Dezember 2014) war ein britischer Autorennfahrer, Rennwagenkonstrukteur und Unternehmer.

## Leben
Brian Lister war in den frühen 1950er-Jahren als Rennfahrer aktiv, ehe er sich der Konstruktion von Rennwagen zuwandte. Er fuhr allerdings nur nationale Sportwagenrennen in Großbritannien. Erwähnenswert sind die beiden zweiten Ränge bei der National Silverstone Handicap Motor Sport Trophy 1951, jeweils in den Klassen für Sportwagen bis 2 Liter bzw. 1,3 Liter.
Nach seiner aktiven Karriere wurde Lister nicht nur Rennwagenkonstrukteur, sondern gründete 1954 mit Lister Cars sein eigenes Unternehmen. Gemeinsam mit Frank Costin entwickelte er eine Reihe von Sportwagen und Monopostos, die in den 1950er-Jahren bei internationalen Rennen eingesetzt wurden. Nach dem Tod von Archie Scott-Brown in einem Lister-Rennwagen bei einem Sportwagenrennen in Spa-Francorchamps 1958 beendete Lister seine Rennwagenproduktion. 1963 konstruierte er – wieder gemeinsam mit Costin – sein letztes Lister-Coupé mit Jaguar-Motor, das erfolglos beim 24-Stunden-Rennen von Le Mans zum Einsatz kam. Nach dieser Konstruktionsarbeit zog sich Brian Lister ins Privatleben zurück.
Lister war seit 1951 mit Josephine Prest verheiratet, mit ihr hatte er eine gemeinsame Tochter.
Er starb am 16. Dezember 2014 im Alter von 88 Jahren.